# 도봉산옥정선
도봉산옥정선(道峰山玉井線)은 서울특별시 도봉구 도봉동 도봉산역에서 경기도 양주시 옥정동 옥정중앙역을 잇는 광역철도 노선으로 서울 지하철 7호선의 일부를 구성하고 있다.

## 연혁
- 2019년 12월 12일 : 착공
- 2025년 : 개통 예정

## 역 목록
| 역번 | 역명     | 한자 역명 | 접속 노선           | 역간 거리 | 누적 거리 | 소재지     | 소재지   |
| ---- | -------- | --------- | ------------------- | --------- | --------- | ---------- | -------- |
| 710  | 도봉산   |           | ● 수도권 전철 1호선 |           |           | 서울특별시 | 도봉구   |
| 709  | 장암     |           |                     |           |           | 경기도     | 의정부시 |
| 708  | 탑석     |           | ● 의정부 경전철     |           |           | 경기도     | 의정부시 |
| 707  | 고읍     |           |                     |           |           | 경기도     | 양주시   |
| 706  | 옥정중앙 |           | 옥정포천선          |           |           | 경기도     | 양주시   |

## 같이 보기
- 서울 지하철 7호선